# Břetislav (Konstantinovy Lázně)
Břetislav (německy Setzlaw) je malá vesnice, část obce Konstantinovy Lázně v okrese Tachov v Plzeňském kraji. Nachází se asi jeden kilometr jihozápadně od Konstantinových Lázní. V roce 2011 zde trvale žilo 21 obyvatel.
Břetislav je také název katastrálního území o rozloze 1,84 km².

## Historie
První písemná zmínka o vesnici pochází z roku 1379.

## Obyvatelstvo
Při sčítání lidu v roce 1921 zde žilo 235 obyvatel (z toho 109 mužů), z nichž bylo 232 Němců a tři cizinci. Až na tři evangelíky se hlásili k římskokatolické církvi. Podle sčítání lidu z roku 1930 měla vesnice 159 obyvatel německé národnosti a římskokatolického vyznání.
| Rok            | 1869 | 1880 | 1890 | 1900 | 1910 | 1921 | 1930 | 1950 | 1961 | 1970 | 1980 | 1991 | 2001 | 2011 | 2021 |
| -------------- | ---- | ---- | ---- | ---- | ---- | ---- | ---- | ---- | ---- | ---- | ---- | ---- | ---- | ---- | ---- |
| Počet obyvatel | 104  | 143  | 158  | 140  | 165  | 147  | 159  | 70   | 94   | 65   | 47   | 30   | 32   | 21   | 22   |
| Počet domů     | 18   | 23   | 24   | 25   | 25   | 25   | 27   | 26   | 23   | 21   | 15   | 14   | 17   | 15   | 17   |

## Obecní správa
Při sčítání lidu v letech 1850–1899 Břetislav byla osadou obce Okrouhlé Hradiště v okrese Teplá. V letech 1900–1959 byla samostatnou obcí v okrese Planá, v roce 1950 v okrese Stříbro. V letech 1960–1979 byla částí obce Kokašice v okrese Tachov. Od 1. ledna 1980 je částí obce Konstantinovy Lázně v okrese Tachov. Poté se Kokašice opět osamostatnily, ale Břetislav již zůstala součástí Konstantinových Lázní.

## Doprava
Ve vsi je zřízena zastávka na místní železniční trati číslo 170 Pňovany–Bezdružice, jeden kilometr od vsi se nachází autobusová zastávka. Vsí prochází cyklotrasa do Černošína a nalézá se zde také naučná stezka Studánka lásky.